# Билоусько, Иван Профирьевич
Ива́н Профи́рьевич Билоу́сько (укр. Іван Порфирович Білоусько; 28 июня 1936, хутор Билоусько, Козельщинский район, Харьковская область — 8 июня 2010, Кременчуг, Кременчугский район, Полтавская область) — новатор промышленного производства времен СССР, Герой Социалистического Труда (1981). Почетный гражданин Кременчуга.

## Биография
Происходит из крестьянской семьи, окончил семилетнюю школу, получил среднее образование без отрыва от производства 1952 года. Впоследствии закончил Кременчугское железнодорожное училище, школу мастеров.
Работал на Кременчугском мостовом (впоследствии называлось комбайновом) предприятии — слесарь-ремонтник промышленного оборудования, на Кременчугском автомобильном заводе — кузнецом.
В течение нескольких десятилетий выступал с трудовыми начинаниями в автомобильной отрасли.
Был в течение трех созывов депутатом Кременчугского городского совета. Также на протяжении двадцати лет был народным заседателем суда Автозаводского района Кременчуга, членом городского совета ветеранов.
Указом Президиума Верховного Совета СССР от 31 марта 1981 года за выдающиеся производственные успехи, достигнутые в выполнении заданий десятой пятилетки и социалистических обязательств, и проявленную трудовую доблесть Ивану Профирьевичу Билоусько присвоено звание Героя Социалистического Труда с вручением ордена Ленина и золотой медали «Серп и Молот».
По выходе на пенсию продолжал занимать активную гражданскую позицию, участвовал в жизни сообщества Кременчуга и предприятия «АвтоКрАЗ».

## Награды и отличия
- Герой Социалистического Труда (1981)
- Орден Ленина
- Орден Октябрьской революции
- Орден Трудового Красного Знамени
- Орден Знак Почета
- Медаль «За трудовую доблесть»
- Победитель социалистического соревнования
- Почетный гражданин Кременчуга